# Andreas C. Studer

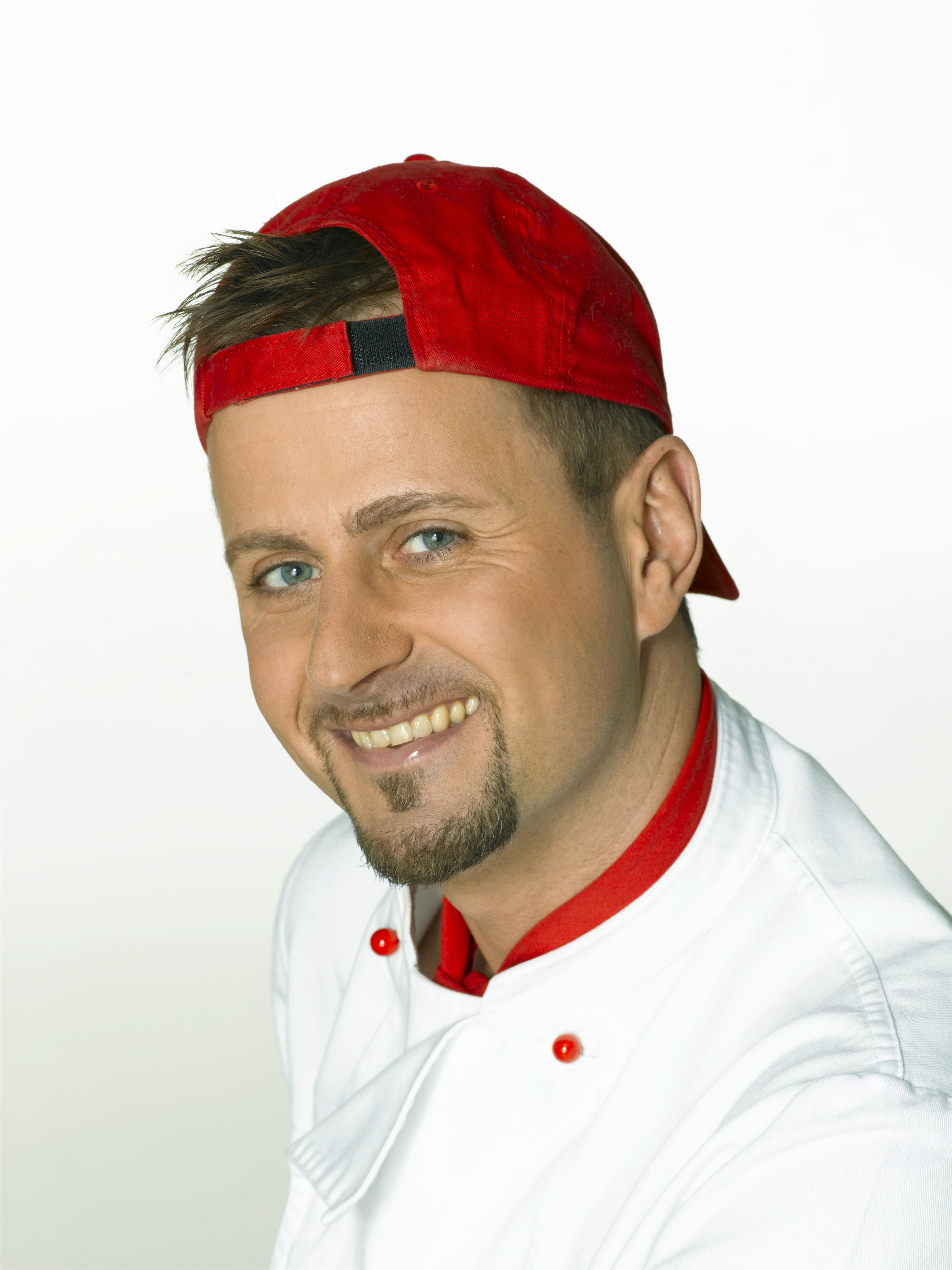
Andreas C. Studer (2005)

Andreas Carl Studer (* 20. Mai 1966 in Interlaken) ist ein Schweizer Fernsehkoch und Autor. Öffentlich bekannt wurde er unter anderem durch seine Auftritte in den Fernsehsendungen Kochduell bei VOX, Lanz kocht! im ZDF, al dente des Schweizer Fernsehens, sowie bei Mein Lokal, Dein Lokal – Spezial als Koch-Juror bei Kabel eins.

## Leben
Geboren und zum Koch ausgebildet wurde Studer im Berner Oberland. Nach dem Wehrdienst und einem Studium mit Diplom-Abschluss an der Hotelfachschule Thun arbeitete er in verschiedenen Hotels in Zürich. Auslandserfahrung sammelte er in Mexiko und den USA. Am 1. September 1997 hatte er seinen ersten Auftritt im deutschen Fernsehen im Kochduell. Bis zum Auslaufen der Sendung im September 2005 gehörte Studer zur Stammbesetzung der Show.
Für das Schweizer Fernsehen stand Studer von Oktober 2001 bis Dezember 2010 alle zwei Wochen in der Koch- und Quizshow al dente vor der Kamera. Die Sendung galt mit Einschaltquoten bis zu 40 % als die erfolgreichste europäische Kochshow zur Hauptsendezeit. Bei Johannes B. Kerners Kochsendung Kerner kocht bzw. in der Nachfolgesendung Lanz kocht! mit Markus Lanz war Studer regelmässig zu Gast. Ebenfalls für das ZDF stand er zusammen mit Susanne Fröhlich vor der Kamera und im Sat.1-Frühstücksfernsehen präsentierte er 180 Sendungen. Studer ist regelmässiger Gast im ZDF-Fernsehgarten und erschien im selben Sender bei mehreren Folgen der Frühlings- und Herbstshow. Bei der Deutschen Bahn kochte er für die Aktion TV-Köche für Afrika Schweizer Spezialitäten im ICE-Bordrestaurant. Für die Schweizerischen Bundesbahnen SBB kreiert Studer seit Februar 2011 wechselnde Menüs für die Speisewagen. Für Burkhard Driests neuen Roman steuerte Studer Gourmet-Rezepte bei. Im April 2012 erschien der Bildband „Meine Schweizer Kühe“ mit Fotografien von Studer. Im Buch präsentiert er Kühe aus seiner Schweizer Heimat. Ein Rezeptbooklet mit Rezepten unter Verwendung von Milchprodukten liegt dem Bildband bei.

## Werke
- Männer kochen, Frauen geniessen (1999)
- Barbecue – das Grillbuch (2000)
- Die neue natürliche Küche (2001)
- Das Original-Heinz-USA-Kochbuch (2002)
- al dente – das Beste aus der TV-Küche (2002)
- al dente – das Beste aus der TV-Küche 2 (2004)
- Happy Cooking - zu Hause schmeckt’s am besten (2006)
- al dente – das Beste aus der TV-Küche 3 (2006)
- al dente – das Beste aus der TV-Küche 4 (2008)
- Knackig & Frisch (Co-Autor) - 50 einfache Rezepte mit Gemüse und Früchten (2012)
- Meine Schweizer Kühe - My swiss cows - Mes vaches suisses (2012)